# Schloss Krippach

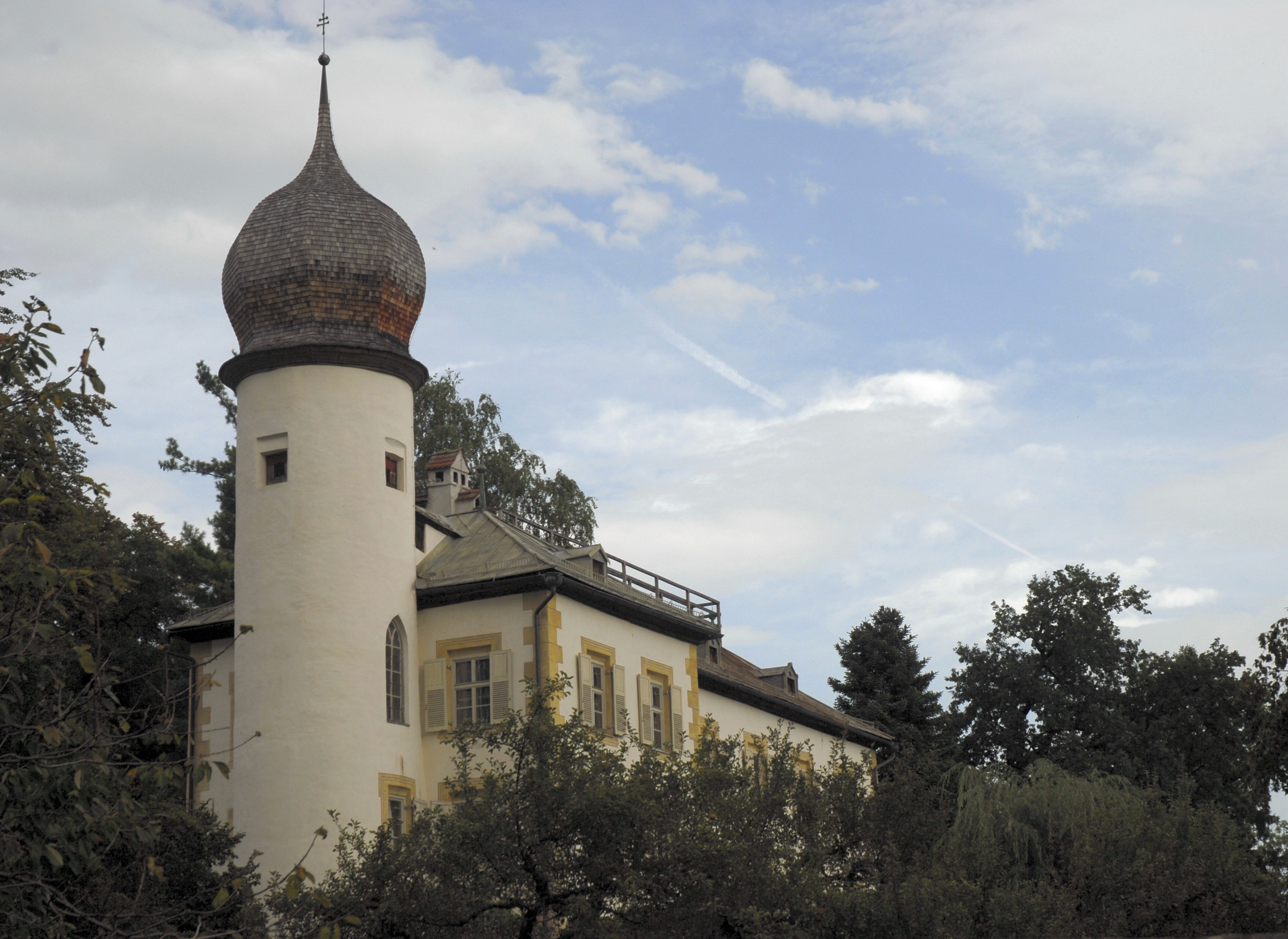
Schloss Krippach in Absam

Schloss Krippach befindet sich in der Gemeinde Absam nahe Hall in Tirol im Bezirk Innsbruck-Land in Tirol (Stainerstraße 4, 4a).

## Geschichte
Um 995 nach Christus wird Abzanes erstmals in Traditionsbüchern des Bistums Brixen erwähnt. Zu dieser Zeit besaß das Hochstift Augsburg in dieser Gegend den meisten Grundbesitz. Der Augsburger Grundbesitz in Nordtirol wurde von dem Obristmajerhof, dem heutigen Schloss Kippach, aus verwaltet. Um 1711 erhielt das Schloss seine gegenwärtige barocke Erscheinungsform. Bei Bauarbeiten Ende des 20. Jahrhunderts wurde auch Bausubstanz aus dem 13. Jahrhundert entdeckt.
Sigismund der Münzreiche erreichte, dass 1454 Kardinal Peter von Augsburg den Ansitz Hans dem Krippen, Rat und Küchenmeister des Herzogs, verlieh. Dessen gleichnamiger Vater hatte 1403 die Salvatorkirche in Hall in Tirol gestiftet, die auch heute noch als Familienstiftung von der Familie Kripp betreut wird. Sigismund verlieh seinem Rat zudem 1458 die Burg Berneck und die Feste Prunberg unterhalb von Schloss Tirol (bis 1828 im Familienbesitz); Hans Kripp war dreimal verheiratet und bekam durch seine erste Frau Eufemia von Eben auch den Turm zu Hirschegg. Die Kripps wurden 1453 geadelt und durften sich seit 1529 „von Krippach“ nennen, was sie dann ab 1591 taten. 1803 wurde Krippach allodifiziert und ist seit mehr als 560 Jahren im Besitz derselben Tiroler Familie.
Der spätmittelalterliche Bau war für einen Tiroler Ansitz gut bewehrt, auch mit Rondellen für die Artillerie. Durch drei Erdbeben wurde Krippach 1670, 1671 und 1689 schwer beschädigt. Der spätgotische Rundturm wurde im vierten Viertel des 16. Jahrhunderts errichtet und 1711 bei dem Neuaufbau des Schlosses mit einem Zwiebelturm versehen. 1701 kam es zum Einsturz des Ansitzes, als neben dem Schloss Böller abgeschossen wurden. Dabei kam der 77-jährige Schlossherr Adam Franz von Kripp ums Leben. Josef Dominik Kripp ließ Krippach dann in den Jahren 1709/10 in seiner heutigen Form wieder aufbauen. Nur der quadratische Hauptturm im Osten wurde nicht mehr errichtet, da man keine Wehrhaftigkeit mehr benötigte. Aber man baute das Dachgeschoß aus und richtete im dritten Obergeschoß des Westturmes die Kapelle ein.

## Architektur und Ausstattung
Das Schloss ist ein langgestreckter, dreigeschoßiger Bau. An der Westseite befindet sich ein Turm mit barocker Zwiebelhaube. Das Gebäude hat sieben Fensterachsen. Im Westen befindet sich ein Seitenrisalit mit rundbogigen Hauptportal. Der Fassadenschmuck besteht aus einer gemalten Eckquaderung und gemalten Fenster- und Portalrahmungen. Im Erdgeschoß des Westturmes hat sich das nur durch einen Mauerschlitz belichtete Verlies erhalten. Das Turmobergeschoß beherbergt die Schlosskapelle. Sie wurde im 19. Jahrhundert neugotisch eingewölbt und ausgestattet. Die Flügelbilder des Altares sind von Franz Hellweger (1812–1880). Der Altar und eine geschnitzte Madonna sind vom Schnitzer Josef Miller.
Das Schloss liegt in einem Park mit Gartenmauer und einem barocken Gartenpavillon.